# 은하의 형성 및 진화
은하의 형성 및 진화에 관한 연구는 균일한 우주에서 시작하여 불균일한 우주가 되는 과정, 첫 은하가 탄생하고 시간에 따라 은하가 변해가는 방식, 그리고 근처의 은하에서 관측되는 다양한 구조가 만들어지는 과정에 관한 연구이다. 이는 천체물리학에서 매우 활동적인 연구 분야 중 하나이다.
은하의 형성은 구조 형성 이론에서 우주 대 폭발의 여파로 인한 양자요동의 결과로 발생하는 것으로 가설화되었다. 이에 관한 간단한 모형은, 관측된 현상과 함께 보편적으로 받아들여지는 {\displaystyle \Lambda } 차가운 암흑 물질 우주론에서 군집 형성과 병합이 은하가 질량을 끌어모을 수 있는 방법으로, 모양과 구조를 알아낼 수 있기도 하다고 설명한다.

## 흔히 관측되는 은하의 특징

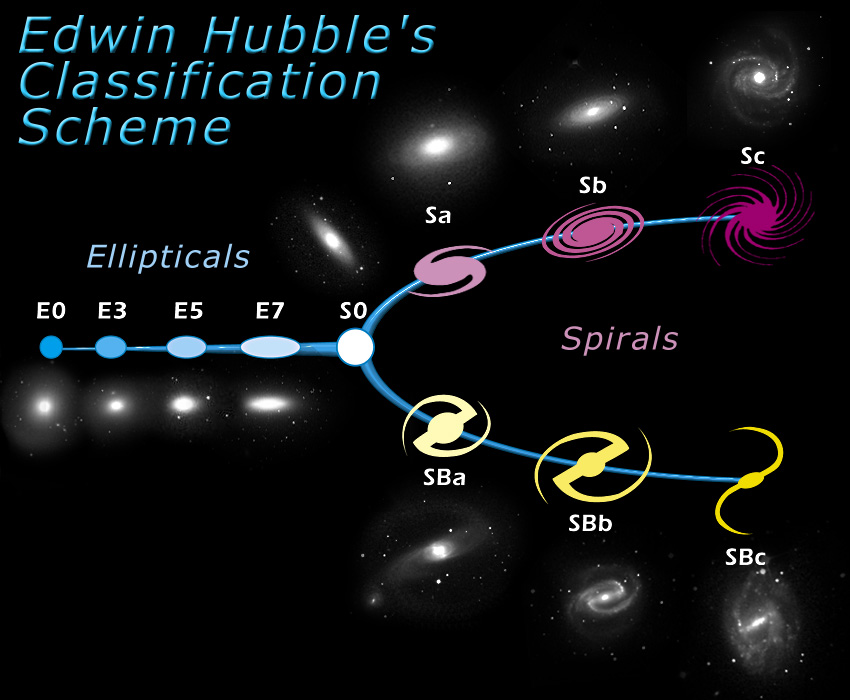
은하의 형태에 관한 허블소리굽쇠도

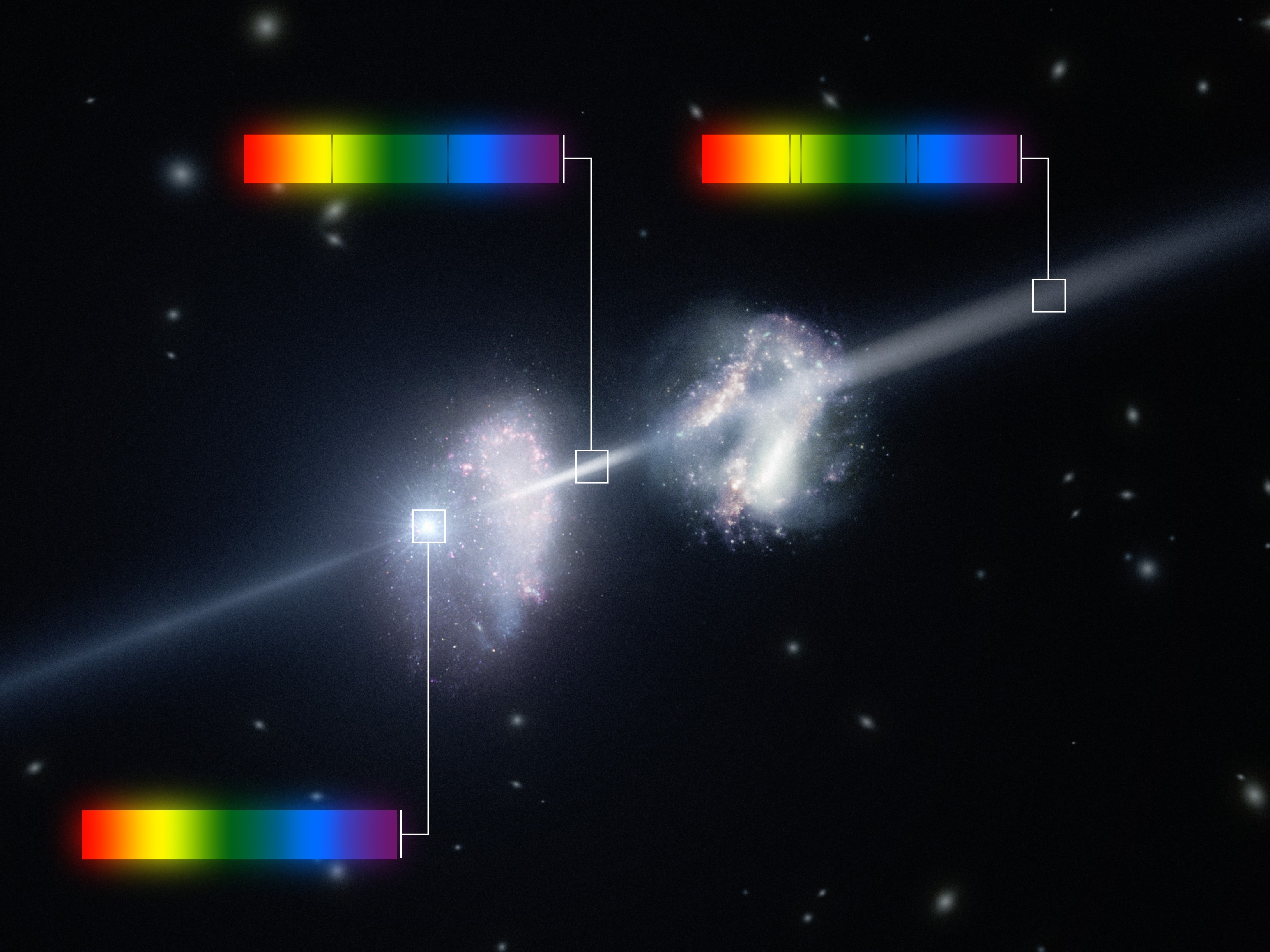
예술가가 표현한 초기 우주의 두 은하. 왼쪽의 밝은 폭발은 감마선 폭발이다. 폭발광이 두 은하를 통과하여 지구(오른쪽 그림 바깥 방향)를 향함으로써, 빛 일부가 은하 내의 차가운 가스에 의해 흡수되어 스펙트럼에서 특유의 암선을 남기게 된다. 이런 스펙트럼에 관한 세세한 연구가 두 은하에 무거운 화학 원소가 매우 풍부하게 있음을 발견할 수 있게 해준다.

우리은하를 포함한 은하의 구조에 관해 주목할 만한 몇몇 특징들은, 천문학자들이 은하의 형성 이론을 통해 설명할 수 있길 기대하고 있다. 그러한 특징들은 다음과 같다.
- 나선은하와 은하원반은 상당히 얇고, 밀하며, 상대적으로 빠르게 회전한다. 우리은하는 막대나선은하로 여겨진다.

- 은하를 구성하는 대부분의 질량은 직접적으로 관측되지 않고 중력을 제외하면 어떤 상호작용도 하지 않는 물질인 암흑물질로 구성되어 있다.

- 헤일로 별은 보통 원반 별들보다 훨씬 오래되었고 훨씬 낮은 금속함량(별이 거의 수소와 헬륨으로만 구성되어 있음을 의미)을 가지고 있다.

- 많은 원반은하에서는 늙은 별들로 구성된 (보통 "두꺼운 원반"이라고 불리는)외곽의 원반이 부풀어 올라 있다.

- 구상성단은 보통 늙고 금속부족별이기도 하지만, 대부분이 금속부족별이 아니거나 일부 어린 별들을 포함하는 소수의 성단이 있기도 하다.

- 중성수소로 구성된 고속구름은 은하로 "쏟아져" 내리고 있으며, 아마 시작부터 그랬을 것이다. 이는 필연적으로 원반 별이 형성되는 가스원반의 근원이 된다.

- 늙은 별들로 구성된 크고 매끄러운 (타원은하라 불리는)거품에서, 크게 규칙적인 나선은하에 배열된 가스와 별로 구성된 얇은 원반에 이르기까지, 은하는 모양과 크기가 아주 다양하다.(허블순차 참고)

- 거대은하의 대부분은 중심에 수백만에서 수십억 태양질량에 이르는 초대질량 블랙홀을 포함하고 있다. 블랙홀은 숙주은하의 특징과 상관있다.

- 은하의 색등급도를 포함하여 많은 은하들의 특징은 기본적으로 은하에 대해 두 유형이 있음을 시사한다. 이러한 분류는 푸르고 별이 형성되고 있는 은하인 나선은하와 붉고 별이 형성되지 않는 은하인 타원은하로 나뉜다.

## 원반 은하의 형성
나선 은하와 같은 원반 은하의 중요한 특징은 은하가 매우 얇고 빠르게 회전하며, 보통 나선구조를 보여준다는 점이다. 은하의 형성에 관한 주요 도전 과제 중 하나는 근처 우주에서 얇은 원반 은하의 수가 굉장히 많다는 점으로, 이 문제는 원반이 매우 부서지기 쉬우며, 다른 은하와의 병합으로 얇은 원반이 빠르게 파괴될 수 있다는 뜻이다.
1962년, 올린 에겐, 도널드 린든-벨, 앨런 샌디지는 거대한 가스 구름이 단일 붕괴하면서 원반은하가 형성되었다는 이론을 발표하였다. 이론에 따르면 구름이 붕괴함으로써 가스는 빠르게 회전하는 원반에 자리잡는다. 하향식(top-down) 형성 시나리오로 알려져 있는 이 이론은 아주 간단하지만 초기 우주에 대한 관측이 은하가 상향식(bottom-up) 성장(작은 천체가 병합을 통해 더 큰 천체를 형성)을 했음을 강력하게 시사하기 때문에 더 이상 폭넓게 받아들여지지 않는다. 작은 원시은하들의 병합을 통해 은하가 형성된다는 이론은 레너드 설과 로버트 진이 처음으로 주장했다.
더 최근의 이론은 상향식 과정에서 암흑물질 헤일로의 군집을 포함한다. 우주 초기의 은하들은 근본적으로 대부분이 가스와 암흑물질로 구성되어 있으며, 그래서 별들은 보다 적게 존재하게 된다. 은하가 작은 은하를 흡수하여 물질을 끌어모음으로써 암흑물질은 대부분 은하의 외곽에 머물게 된다. 이는 암흑물질이 오로지 중력을 통해서만 상호 작용할 수 있기 때문으로, 그래서 흩어지지 않는다. 그러나 가스는 빠르게 수축하여 최종적으로 매우 얇고 빠르게 회전하는 원반이 될 때까지 더 빠르게 회전한다.
현재 천문학자들은 어떤 과정이 수축을 막는지 모른다. 사실, 원반은하의 형성에 관한 이론은 원반 은하의 회전 속도와 크기를 설명할 정도로 완벽하지 않다. 이에 대해서는 새로 형성된 밝은 별 또는 활동 은하핵에 의한 방출이 형성 중인 원반의 수축을 느리게 만들 수 있다는 주장이 나왔다. 또 은하의 외곽에 있는 암흑물질 헤일로 역시 은하를 끌어당겨 원반의 수축을 막는다는 주장이 나오기도 했다.
최근 몇 년 동안, 은하의 진화 과정에서 병합과 같은 사건에 대한 이해에 초점이 더 맞추어졌다. 우리 은하는 궁수자리 왜소은하와 같은 작은 위성 은하들을 거느리고 있다. 위성 은하는 지금 서서히 파괴되고 있으며 우리 은하에게 잡아먹히고 있다. 이러한 종류의 사건이 큰 은하의 진화에서 꽤나 흔할 것으로 여겨진다. 궁수자리 왜소은하는 우리 은하의 원반에 대해 거의 수직으로 우리 은하를 공전하고 있다. 현재 원반을 통과하고 있으며 과정에서 왜소 은하를 구성하는 별들이 벗겨져 나오면서, 우리 은하의 헤일로에 들어서게 된다. 이러한 작은(minor) 흡수 사건의 다른 예시 들이 있는데, 많은 은하에 대한 거듭적인 과정으로 보인다. 이러한 병합은 은하에 "새로운" 가스와 별, 그리고 암흑 물질을 제공한다. 그런 과정에 대한 증거는 은하의 휨 또는 방출되는 흐름으로 종종 관측될 수 있다.
은하의 형성에 대한 람다-CDM 모형은 우주에서 얇은 원반은하의 수를 적게 추산하고 있다. 그 이유는 은하 형성 모형이 많은 수의 병합을 예측하기 때문이다. 만약 원반은하가 비슷한 질량(적어도 원반은하의 질량의 15 퍼센트)의 또다른 은하와 병합한다면, 원반을 병합 자체가 파괴하거나 최소한 크게 어지럽히게 만들게 된다. 그래서 결과로 만들어진 은하는 원반은하일 것으로 예측되지 않는다. 이것이 천문학자들에게는 미해결된 문제로 남아있긴 해도 람다-CDM 모형이 완전히 잘못되었다는 것을 필연적으로 의미하진 않는다. 그래도 우주의 은하 분포를 정밀하게 설명하기 위한 더 나은 개선이 필요함을 시사한다.
|  |  |  |

## 은하병합 및 타원은하의 형성

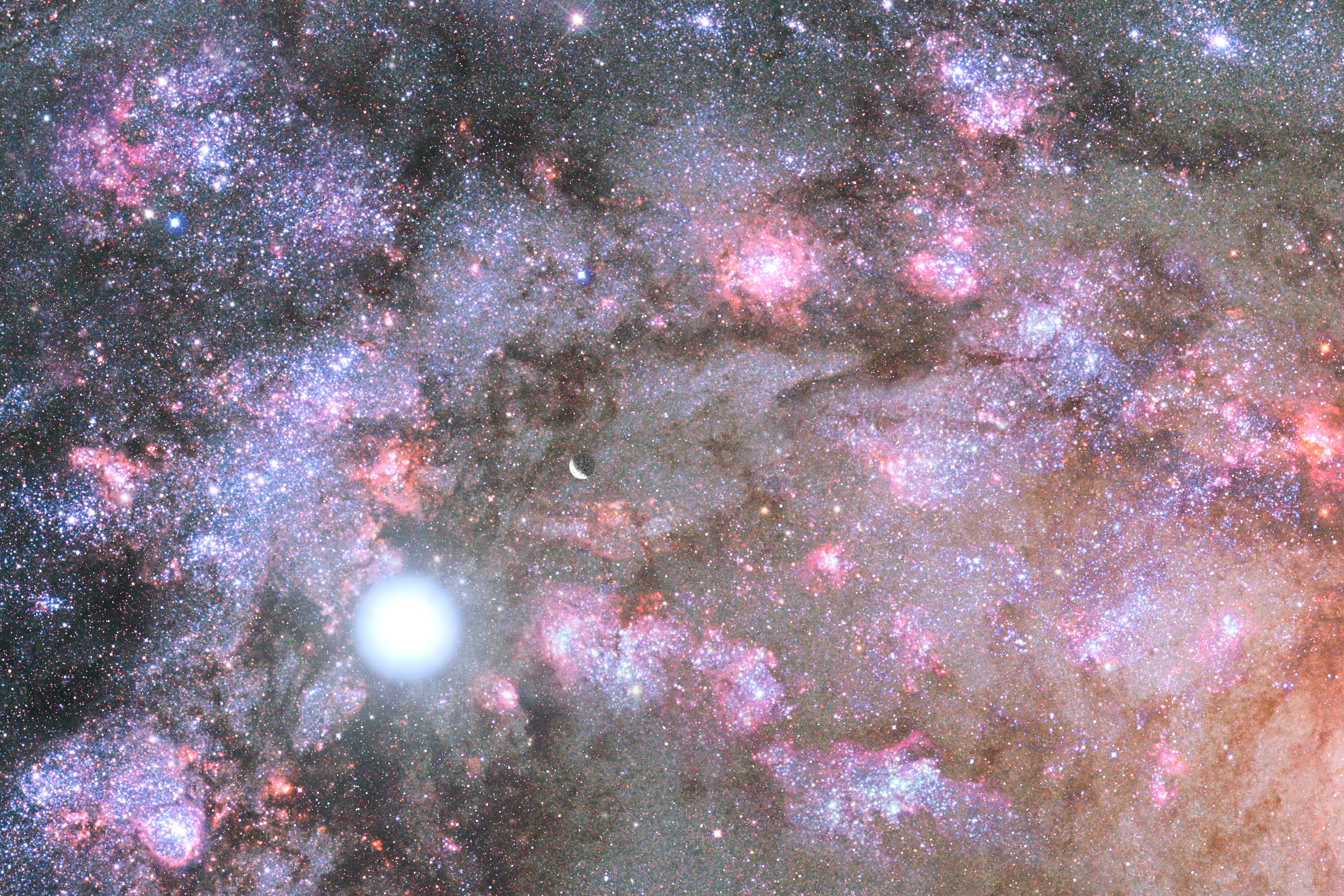
성장 중인 어린 타원은하의 핵 깊은 곳에서 불폭풍처럼 일어나는 별의 탄생을 표현한 예술가의 그림

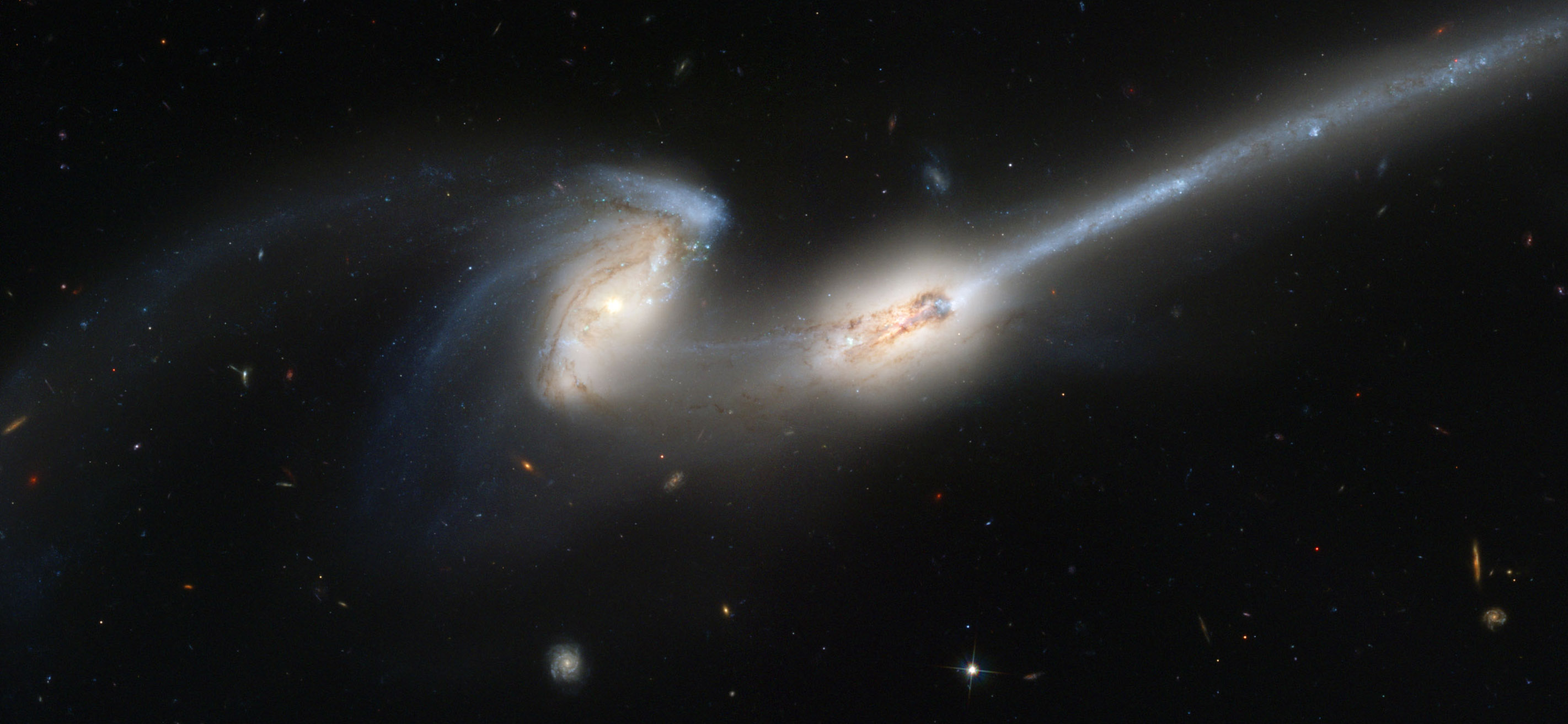
NGC 4676(생쥐 은하)은 현재 병합 중인 은하 중 하나다.

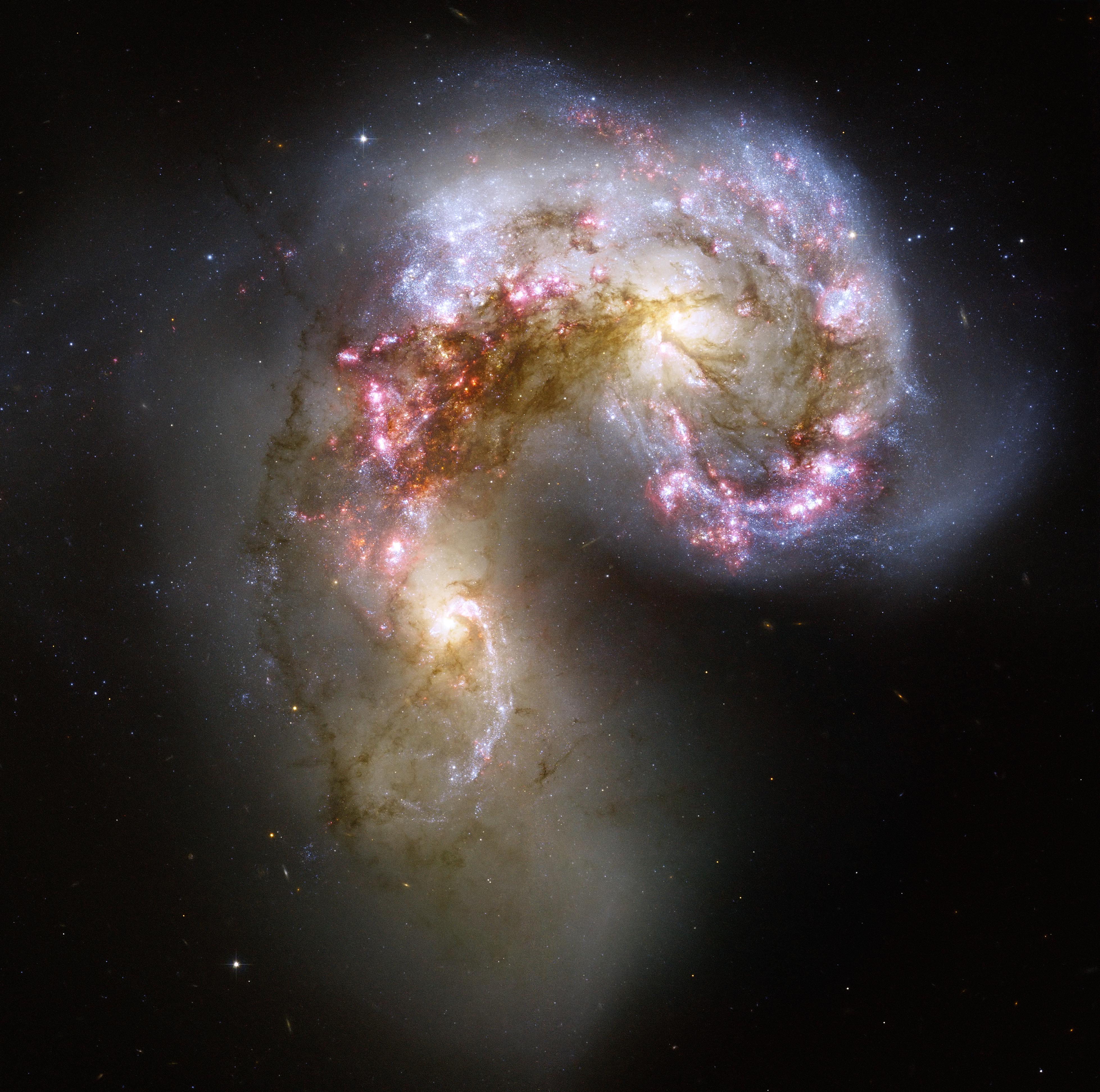
더듬이 은하는 충돌 중인 한 쌍의 은하로, 밝고 푸른 점들은 최근 병합의 결과로 형성된 어린 별들이다.

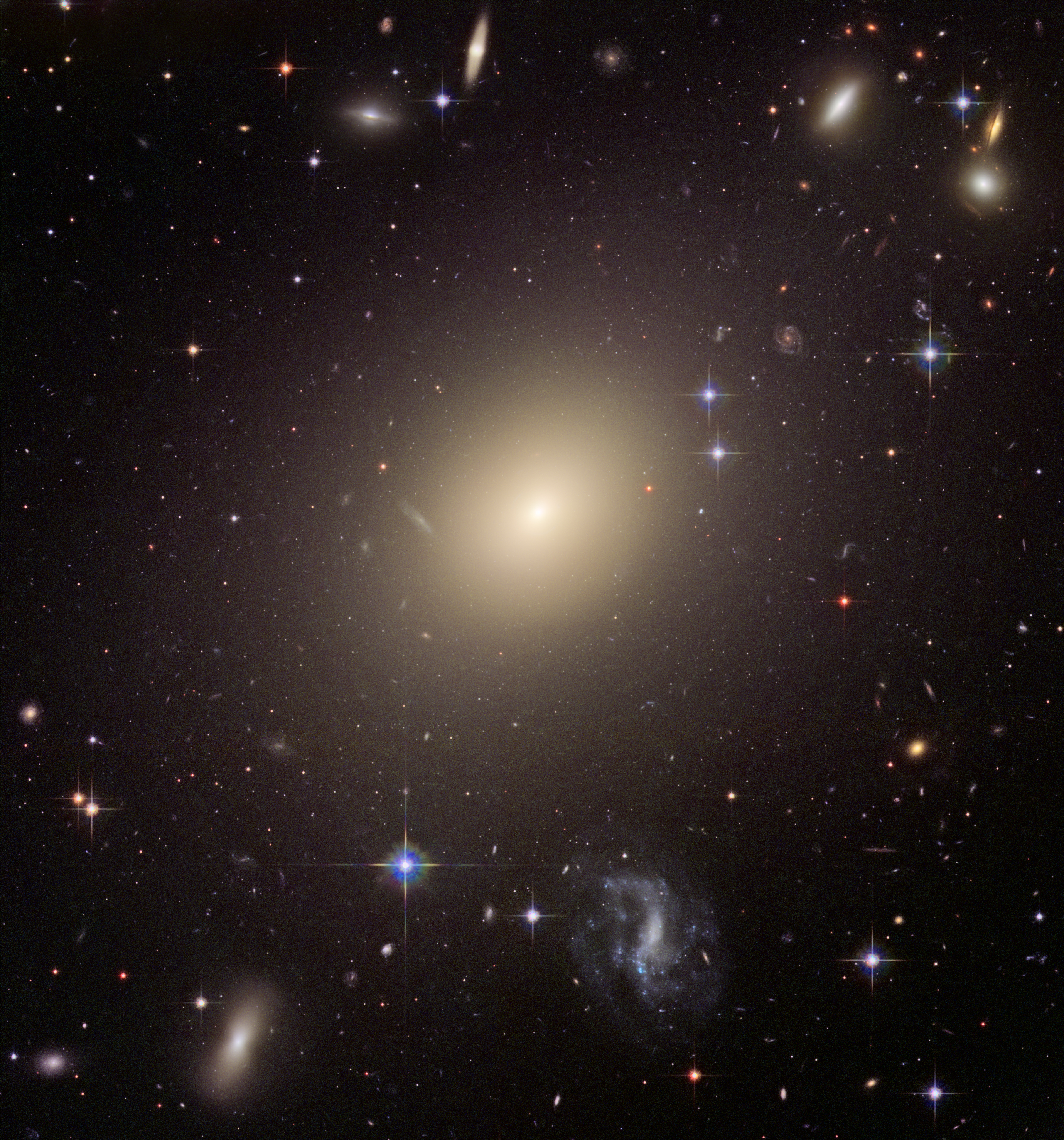
전형적인 타원은하인 ESO 325-G004

하늘에서 가장 무거운 은하는 거대타원은하이다. 이를 구성하는 별들은 은하 내에서 무작위적인 방향으로 움직이고 있다. 바꿔 말하면 이들은 원반은하와 같이 회전하지 않는다. 타원은하는 늙은 별들로 구성되어 있으며 먼지의 양이 매우 적거나 없다. 매우 먼 곳에서 탐사된 모든 타원은하는 중심에 초대질량 블랙홀을 가지고 있으며, 블랙홀의 질량은 타원은하의 질량과 상관성을 가진다. 또한 중심의 초대질량 블랙홀은 타원은하의 반대편 모서리에서의 별의 속도를 의미하는 시그마라고 불리는 물리량과 상관있다. 원반은하의 일부 팽대부가 타원은하와 유사해 보이기는 해도, 타원은하는 주변을 둘러싸는 원반을 가지고 있지 않다. 우주에서 은하단과 같이 밀집된 영역일수록 타원은하를 발견하기가 더 쉽다.
천문학자들은 현재 타원은하를 우주에서 가장 진화한 계 중 일부로써 보고 있다. 타원은하의 진화에 대한 주요한 추진력으로 작은 은하들의 병합이라고 폭넓게 받아들여지고 있다. 이러한 병합은 극단적으로 격렬한데, 보통 은하들이 초속 500 킬로미터의 속도로 충돌한다.
우주에 있는 많은 은하들은 다른 은하들의 중력에 의해 속박되어 있다. 즉 이들은 다른 은하의 인력으로부터 절대 도망칠 수 없을 것이다. 만약 은하의 크기가 작다면, 병합 결과로 만들어진 은하는 병합 전의 두 은하 어느쪽과도 닮아 보이지 않고, 그 대신에 타원은하가 될 것이다. 동일한 크기의 원반은하들의 병합은 왼쪽 사진을 참고하라.
국부은하군에서, 우리은하와 안드로메다 은하는 중력에 의해 속박되어 있고 현재 서로 빠른 속도로 접근 중이다. 두 은하가 충돌하게 된다면, 서로 통과하여 두 은하에 심각한 중력섭동을 미치게 만들고, 은하간 공간으로의 일부 가스, 먼지, 별이 방출된다. 이들은 충돌 후 흩어져 이동하다가 속도가 느려지면서 다시 서로의 방향으로 떨어져 재충돌하게 될 것이다. 결과적으로 두 은하는 완전히 합병될 것이며, 가스 및 먼지로 구성된 흐름은 새로 형성된 거대타원은하의 근처 공간을 떠돌아다니게 된다. 실제로 안드로메다 은하는 이미 형태가 일그러졌다. 가장자리가 휘어진 것이다. 이는 아마도 동반은하와의 상호작용 때문 일 것이다. 그뿐만 아니라 최근 왜소구형은하와의 병합의 잔재일 가능성도 있다. 은하의 잔재가 안드로메다 은하의 원반 분포에 여전히 남아 보인다는 것이다.
현대에서 은하들이 크게 집중된 곳(은하단 및 초은하단)은 여전히 은하들이 모이고 있다.
과학자들은 우리은하와 다른 은하에 대해 많은 것을 연구했지만,형성 및 진화에 대한 가장 기본적인 질문에는 계속 시험적인 답변만 하고 있다.

## 같이 보기
- 대폭발
- 은하 팽대부
- 우주의 역사
- 우주론
- 은하원반
- 태양계의 형성과 진화
- 은하좌표계
- 은하코로나
- 은하헤일로
- 은하의 회전 문제
- 일러스트리스 계획
- 질량 분리
- 금속함량 분포 함수
- 완두은하
- 항성 형성
- 구조 형성
- 젤도비치 팬케이크

## 더 읽어보기
- Mo, Houjun; van den Bosch, Frank; White, Simon (2010년 6월), 《은하의 형성 및 진화》 1판, 케임브리지 대학 프레스, ISBN 978-0521857932